# جان لوك ميلونشون
جان لوك ميلنشون (بالفرنسية: Jean-Luc Mélenchon) (و. 1951 – م طنجة، المغرب) هو سياسي وصحفي فرنسي.

## حياته الخاصة
جان لوك ميلنشون هو الابن الأصغر لجورج ميلنشون، مدير مكتب للبريد، وجانين بايونا، معلمة في مدرسة ابتدائية، كلاهما ولدا بالجزائر الفرنسية. ولد ابنهما جان لوك في 19 أغسطس 1951 في منطقة طنجة الدولية، حيث كان يعمل والده.
ومسقط رأس جده لأبيه، أنطونيو ميلنشون، كان في بلدية مولة الواقعة بمنطقة مرسية الإسبانية، في بدايات القرن العشرين، واستقر في وهران، وتزوج إمي كانيسيو وهي أيضا من أصل إسباني. وجده من جهة أمه، فرانسوا بايونا، ولد عام 1889 قرب فالنسيا الإسبانية، الذي تزوج جين ايمانويل كاسيرتا، وهي ايطالية من أصول صقلية.
رفيقته الحالية، منذ 2015، هي سعيدة جواد من أصول مغربية.

## مسيرته
سنة 1962، وبعد طلاق والديه، ترك ميلنشون المغرب، بعد دراسته بثانوية رينو سانت أولير بطنجة، لينتقل إلى فرنسا ويستقر في إيفتو، في باي دو كو (نورماندي). ثم انتقل إلى إقليم جورا، حيث تم نقل والدته.
سنة 1972 حصل على شهادة الإجازة في تخصص الفلسفة، وأصبح مدرسا بالسلك الثانوي والتقني. وبالموازاة مع دراسته، اشتغل مصححا داخل إحدى المطبعات؛ وهو ما سيعبد الطريق أمامه للاشتغال داخل بلاط «صاحبة الجلالة»، صحافيا بمجلة «لاديبيش دي جورا» وساهم في إنشاء عدد من التجارب الإعلامية لاحقا. تزوج من برناديت أبريل خلال إقامته في بيزانسون (والتي طلقها في وقت لاحق)، ولديه منها ابنة، مارلين، التي ولدت عام 1974.

### مسيرته السياسية
دخل ميلينشون عالم السياسة من بوابة الاتحاد الوطني لطلبة فرنسا، وتدرج في العديد من المواقع، ابتداء من عضوية الحزب الاشتراكي سنة 1976. تدرج ميلينشون في مراتب المسؤولية إلى أن وصل سنة 2000 إلى منصب وزير منتدب مكلفا بقطاع التكوين المهني. غادر الحزب الاشتراكي مكرها سنة 2008، لتأسيس حزب أكثر راديكالية، أطلق عليه «حزب اليسار» الذي ستتمخض عنه سنة 2016 حركة «فرنسا الأبية».
شغل منصب نائب عمدة الدائرة الرابعة في ليون بين مارس 2008 إلى غاية فبراير 2009. سطع نجم ميلونشون حينما انتخب نائبا بالبرلمان الأوروبي منذ 2009 قبل أن يعاد انتخابه سنة 2014.
وصف ميلونشون كل من إدوارد سنودن وجوليان أسانج ك «شخصان قدما خدمة كبيرة للديمقراطية وللحرية على مستوى العالم، كاشفين كيف تتجسس الولايات المتحدة الأمريكية على كل شيء ولا تترك أحدا تقريبا، بمن فيهم المسؤولين السياسيين والاقتصاديين بفرنسا... إذا ما وقع ونجحت في سباق الانتخابات، سأمنحهما الجنسية الفرنسية، وسنمنحهم الحرية الكاملة في التنقل.»
وبسبب بروز ظاهرة دونالد ترامب ومارين لوبن وخيرت فيلدرز دعى ميلونشون إلى عدم اختزال ظاهرة الإرهاب في المهاجرين، ودافع عن حق المسلمين في الوجود بأوروبا بكل حرية، ما داموا غير متورطين في إيذاء أي أحد، ودعا إلى التفريق بين الإسلام والإرهاب.
احتل المركز الرابع بين مرشحي الدور الأول للانتخابات الرئاسية 2012. ترشح ميلونشون في الانتخابات الرئاسية الفرنسية 2017 باسم اليسار المتطرف تحت راية حركة «فرنسا غير الخاضعة»، أو «حركة فرنسا الأبية »، والتي تعتبر النسخة الفرنسية لحركة بوديموس في إسبانيا، وميلنشون معروف بقدرته على مخاطبة وجذب انتباه الجماهير الواسعة.

## موقفه من الحرب في سوريا
يرى ميلنشون أن السبب الأول والأخير للحرب في سورية هو موقعها على طريق مشاريع أنابيب النفط والغاز الغربية والعربية، وأنه لم يكن أمام الأسد من مفر غير مواجهتها ولو بالقوة. فنّدت صحيفة لوموند طروحات ميلونشون عن محورية مشاريع أنابيب النفط والغاز في اندلاع الثورة في سورية. وبينت أن المشاريع تلك قد تمّ التخلي عن أكثرها قبل 2011، وباتت غير ذي معنى بالنسبة إلى أصحابها (قطر وإيران).

## روابط خارجية
- جان لوك ميلونشون على موقع IMDb (الإنجليزية)
- جان لوك ميلونشون على موقع مونزينجر (الألمانية)
- جان لوك ميلونشون على موقع ألو سيني (الفرنسية)
- جان لوك ميلونشون على موقع قاعدة بيانات الفيلم (الإنجليزية)